# Jordan Mutaftschiew
Jordan Mutaftschiew (bulgarisch Йордан Жеков Мутафчиев; * 17. November 1940 in Oblast Burgas; † 24. Mai 2015) war ein bulgarischer General und Politiker.

## Leben
Mutaftschiew war von 22. November 1990 bis 8. November 1991 als Nachfolger von Dobri Dschurow Verteidigungsminister von Bulgarien unter Ministerpräsident Dimitar Popow. Sein Nachfolger im Amt wurde Dimitar Ludschew.